# Topanga (album)
Topanga è il quarto album in studio da solista del cantante australiano Colin Hay, pubblicato nel 1994.

## Tracce
1. I Haven't Seen You in a Long Time – 3:19
2. Into the Cornfields – 4:09
3. Waiting For My Real Life To Begin – 4:57
4. Can't Take This Town – 4:51
5. I Think I Know – 3:59
6. Against the Tide – 4:53
7. I Don't Miss You Now – 2:55
8. She Put the Blame on You – 3:48
9. Woman's Face – 5:14
10. Lost Generation – 3:57
11. Road to Mandalay – 3:47
12. Ooh, Ooh, Ooh, Ooh Baby – 4:51